# Mike Rose Soccer Complex
Le Mike Rose Soccer Complex est un stade de soccer américain situé dans la ville de Memphis, dans le Tennessee.
Le stade, doté de 2 500 places et inauguré en 2001, sert d'enceinte à domicile pour l'équipe universitaire de l'Université de Memphis des Tigers de Memphis, pour le soccer masculin et féminin.

## Histoire
Le stade (achevé en 2001 pour un coût de 4 millions de dollars, dont 2,5 millions de dollars de dons par le philanthrope Mike Rose dont le stade porte le nom en hommage) est situé dans un complexe plus vaste de 136 hectares composé de 16 terrains de soccer (achevé en 1998).
Le complexe accueille de nombreux clubs de la région de Memphis ainsi que plusieurs tournois régionaux. La plus grande course de cross-country de nuit connue sous le nom de Memphis Twilight Invitational a également lieu dans le complexe.
Pour deux matchs de Lamar Hunt US Open Cup en 2019, le Memphis 901 FC a utilisé le Mike Rose Soccer Complex des Tigers de Memphis, le 29 mai contre l'Athletic d'Hartford et face à Orlando City le 12 juin.